# 2019 en basket-ball
Chronologie du basket-ball
2018 en basket-ball - 2020 en basket-ball
Les faits marquants de l'année 2019 en basket-ball.

## Palmarès des sélections nationales

### Basket-ball à 5
| Lieu                    | Compétition                             | Médaille d'or, Coupe du Monde | Médaille d'argent, Coupe du Monde | Médaille de bronze, Coupe du Monde |
| Compétitions masculines | Compétitions masculines                 | Compétitions masculines       | Compétitions masculines           | Compétitions masculines            |
| ----------------------- | --------------------------------------- | ----------------------------- | --------------------------------- | ---------------------------------- |
|                         | Coupe du monde                          | Espagne                       | Argentine                         | France                             |
|                         | Championnat d’Europe de basket fauteuil | Grande-Bretagne               | Espagne                           | Turquie                            |
|                         | Coupe du monde U19                      | États-Unis                    | Mali                              | France                             |
|                         | Championnat d’Afrique U16               | Égypte                        | Mali                              | Nigeria                            |
|                         | Championnat des Amériques U16           | États-Unis                    | Canada                            | République dominicaine             |
|                         | Championnat d’Asie U16                  |                               |                                   |                                    |
|                         | Championnat d’Europe U20                | Israël                        | Espagne                           | Allemagne                          |
|                         | Championnat d’Europe U18                | Espagne                       | Turquie                           | Slovénie                           |
|                         | Championnat d’Europe U16                | Espagne                       | France                            | Italie                             |
|                         | Championnat d’Océanie U17               | Australie                     | Nouvelle-Zélande                  | Samoa                              |
| Compétitions féminines  |                                         |                               |                                   |                                    |
|                         | Championnat d’Europe                    | Espagne                       | France                            | Serbie                             |
|                         | Championnat d’Afrique                   | Nigeria                       | Sénégal                           | Mali                               |
|                         | Coupe des Amériques                     | États-Unis                    | Canada                            | Brésil                             |
|                         | Coupe d’Asie                            | Japon                         | Chine                             | Australie                          |
|                         | Championnat d’Europe de basket fauteuil | Pays-Bas                      | Grande-Bretagne                   | Allemagne                          |
|                         | Coupe du monde féminine U19             | États-Unis                    | Australie                         | Espagne                            |
|                         | Championnat d’Afrique U16               | Mali                          | Égypte                            | Angola                             |
|                         | Championnat des Amériques U16           | États-Unis                    | Canada                            | Chili                              |
|                         | Championnat d’Asie U16                  | Australie                     | Japon                             | Chine                              |
|                         | Championnat d’Europe U20                | Italie                        | Russie                            | France                             |
|                         | Championnat d’Europe U18                | Italie                        | Hongrie                           | France                             |
|                         | Championnat d’Europe U16                | Russie                        | Lituanie                          | Espagne                            |
|                         | Championnat d’Océanie U17               | Australie                     | Nouvelle-Zélande                  | Tahiti                             |

### Basket-ball à 3
| Lieu                    | Compétition              | Médaille d'or, Coupe du Monde | Médaille d'argent, Coupe du Monde | Médaille de bronze, Coupe du Monde |
| Compétitions masculines | Compétitions masculines  | Compétitions masculines       | Compétitions masculines           | Compétitions masculines            |
| ----------------------- | ------------------------ | ----------------------------- | --------------------------------- | ---------------------------------- |
|                         | Coupe du monde           | États-Unis                    | Lettonie                          | Pologne                            |
|                         | Championnat d’Europe U18 | Hongrie                       | Serbie                            | Espagne                            |
| Compétitions féminines  |                          |                               |                                   |                                    |
|                         | Coupe du monde           | Chine                         | Hongrie                           | France                             |
|                         | Championnat d'Europe U18 | Belgique                      | France                            | Russie                             |

## Palmarès des clubs

### Compétitions masculines
| Pays                         | Compétition                         | Vainqueur                    | Finaliste                    | Résultat                     |
| Compétitions internationales | Compétitions internationales        | Compétitions internationales | Compétitions internationales | Compétitions internationales |
| ---------------------------- | ----------------------------------- | ---------------------------- | ---------------------------- | ---------------------------- |
| Europe                       | Euroligue (C1)                      | CSKA Moscou                  | Anadolu Efes Istanbul        | 91–83                        |
| Europe                       | EuroCoupe (C2)                      | Valence BC                   | ALBA Berlin                  | [2–1]                        |
| Europe                       | Ligue des champions (C3)            | Virtus Bologne               | Iberostar Tenerife           | 73–61                        |
| Europe                       | FIBA EuropeCup (C4)                 | Dinamo Basket Sassari        | S.Oliver Würzbourg           | 170–163 (*89–84, 81–*79)     |
|                              | Ligue adriatique                    | Étoile rouge de Belgrade     | Budućnost Podgorica          | [3–2]                        |
|                              | VTB United League                   | CSKA Moscou                  | BC Khimki                    | [3–0]                        |
|                              | Coupe d'Asie des clubs champions    | Alvark Tokyo                 | Riyadi Club Beyrouth         | 98–74                        |
|                              | Coupe arabe des clubs champions     | Ittihad Alexandrie           | Riyadi Club Beyrouth         | 90–86                        |
|                              | Coupe d’Afrique des clubs champions | C.D. Primeiro de Agosto      | AS Salé                      | 83–71                        |
| Compétitions nationales      |                                     |                              |                              |                              |
|                              | National Basketball Association     | Raptors de Toronto           | Warriors de Golden State     | [4–2]                        |
|                              | NCAA                                | Cavaliers de la Virginie     | Red Raiders de Texas Tech    | 85–77                        |
|                              | Liga Nacional de Básquet            | San Lorenzo de Almagro       | Instituto ACC                | [4–3]                        |
|                              | National Basketball League          | Perth Wildcats               | Melbourne United             | [3–1]                        |
|                              | Championnat de Belgique             | BC Ostende                   | Telenet Giants Antwerp       | [3–1]                        |
|                              | Chinese Basketball Association      |                              |                              |                              |
|                              | A1 liga Ožujsko                     | Cibona Zagreb                | KK Cedevita                  | [4–0]                        |
|                              | Championnat de République tchèque   | ČEZ Basketball Nymburk       | BK Děčín                     | [3–0]                        |
|                              | Eredivisie                          | Landstede Hammers            | Groningen                    | [4–2]                        |
|                              | Jeep Elite                          | LDLC ASVEL                   | AS Monaco                    | [3–2]                        |
|                              | Basketball-Bundesliga               | Bayern Munich                | ALBA Berlin                  | [3–0]                        |
|                              | HEBA                                | Panathinaïkós AO             | Promithéas Patras            | [3–0]                        |
|                              | Championnat d’Iran                  | Palayesh Naft Abadan BC      | Shahrdari Gorgan BC          | [3–1]                        |
|                              | Ligue israélienne de basket-ball    | Maccabi Tel-Aviv             | Maccabi Rishon LeZion        | 89–75                        |
|                              | Serie A                             | Reyer Venise Mestre          | Dinamo Sassari               | [4–3]                        |
|                              | Lietuvos Krepšinio Lyga             | Žalgiris Kaunas              | Lietuvos rytas               | [3–0]                        |
|                              | Championnat du Monténégro           | KK Budućnost Podgorica       | KK Mornar Bar                | [3–2]                        |
|                              | Philippine Basketball Association   |                              |                              |                              |
|                              | Dominet Bank Ekstraliga             | Anwil Włocławek              | Twarde Pierniki Toruń        | [4–3]                        |
|                              | Superligue                          | BC Samara                    | Spartak Saint-Pétersbourg    | [3–0]                        |
|                              | Naša Sinalko Liga                   | Étoile rouge de Belgrade     | KK Partizan Belgrade         | [3–1]                        |
|                              | UPC Telemach                        | KK Koper Primorska           | KK Olimpija                  | [3–0]                        |
|                              | Liga ACB                            | Real Madrid                  | FC Barcelone                 | [3–1]                        |
|                              | Championnat de Turquie              | Efes Istanbul                | Fenerbahçe                   | [4–3]                        |
|                              | Championnat d’Ukraine               | Khimik Youjne                | BK Kiev                      | [3–0]                        |
|                              | British Basketball League           | Leicester Riders             | London City Royals           | 93–61                        |

### Compétitions féminines
| Pays                         | Compétition                                    | Vainqueur                    | Finaliste                      | Résultat                     |
| Compétitions internationales | Compétitions internationales                   | Compétitions internationales | Compétitions internationales   | Compétitions internationales |
| ---------------------------- | ---------------------------------------------- | ---------------------------- | ------------------------------ | ---------------------------- |
| Europe                       | Euroligue (C1)                                 | UMMC Iekaterinbourg          | Dynamo Koursk                  | 91–67                        |
| Europe                       | EuroCoupe (C2)                                 | Nadejda Orenbourg            | Basket Lattes-Montpellier      | 146–132 (*71–75, 75–*57)     |
|                              | Ligue adriatique                               | Beroe Stara Zagora           | ŽKK Budućnost Podgorica        | 65–64                        |
| Compétitions nationales      |                                                |                              |                                |                              |
|                              | Women's National Basketball Association (WNBA) | Mystics de Washington        | Sun du Connecticut             | [3–2]                        |
|                              | NCAA                                           | Baylor Lady Bears            | Fighting Irish de Notre-Dame   | 82–81                        |
|                              | Women's National Basketball League             | Canberra Capitals            | Southside Flyers               | [2–0]                        |
|                              | Championnat de Belgique                        | Basket Club Ostende          | Telenet Giants Antwerp         | [3–1]                        |
|                              | Championnat de Chypre                          |                              |                                |                              |
|                              | Championnat de Croatie                         | Cibona Zagreb                | KK Cedevita                    | [4–0]                        |
|                              | Liga Femenina de Baloncesto                    | Uni Gérone CB                | Perfumerías Avenida Salamanque | [2–0]                        |
|                              | Ligue féminine de basket                       | Lyon ASVEL féminin           | Lattes-Montpellier             | [3–2]                        |
|                              | Championnat de Grèce                           | Olympiakós Le Pirée          | PAOK Thessalonique             | [4–0]                        |
|                              | Championnat de Hongrie                         | Sopron Basket                | DKSK Miskolc                   | [3–0]                        |
|                              | LegA Basket Femminile                          | Famila Schio                 | Virtus Eirene Raguse           | [3–1]                        |
|                              | LSBL Championships                             |                              |                                |                              |
|                              | LMKL                                           | Aistės-LSU Kaunas            | Vilkmergė                      | 81–57                        |
|                              | Montenegro League                              | ŽKK Budućnost Podgorica      | KK Lovćen Cetinje              | [2–0]                        |
|                              | Championnat de République tchèque              | USK Prague                   | BK Brno                        | [3–0]                        |
|                              | WBBL                                           | Sevenoaks Suns               | Leicester Riders               | 60–55                        |
|                              | Polska Liga Koszykówki Kobiet                  | CCC Polkowice                | AZS AJP Gorzów Wielkopolski    | [3–0]                        |
|                              | Superligue                                     | UMMC Iekaterinbourg          | Dynamo Koursk                  | [3–0]                        |
|                              | A League                                       | Étoile rouge de Belgrade     | ŽKK 021 Novi Sad               | [3–0]                        |
|                              | TBBL                                           | Fenerbahçe SK                | Çukurova BK Mersin             | [3–1]                        |

### Compétitions handibasket
| Pays                         | Compétition                  | Vainqueur                       | Finaliste                    | Résultat                     |
| Compétitions internationales | Compétitions internationales | Compétitions internationales    | Compétitions internationales | Compétitions internationales |
| ---------------------------- | ---------------------------- | ------------------------------- | ---------------------------- | ---------------------------- |
| Europe                       | Ligue des Champions          | RSB Thüringia Bulls             | CD Ilunion Madrid            | 71–69                        |
| Europe                       | Euroligue 1                  | Bidaideak Bilbao BSR            | Beşiktaş TSBT                | 71–67                        |
| Europe                       | Euroligue 2                  | CP Mideba Extremadura           | SSD Santa Lucia              | 86–61                        |
| Europe                       | Euroligue 3                  | Fenerbahçe Engelli Yıldızlar SK | Gazişehir Gaziantep SC       | 66–51                        |
| Compétitions nationales      |                              |                                 |                              |                              |
|                              | Nationale A (NA)             | Hyères HC                       | Hornets Le Cannet            | 74–61                        |
|                              | Coupe de France              | Hyères HC                       | CHEM Saint-Avold             | 55–45                        |

* : Score de l'équipe évoluant à domicile